# Bonin (Familienname)
Bonin ist ein deutscher Familienname.

## Namensträger

### A
- Adolf von Bonin (1803–1872), preußischer General der Infanterie
- André Bonin (1909–1998), französischer Fechter
- Anna von Bonin (1856–1933), deutsche Schriftstellerin
- Anselm Christoph von Bonin (1685–1755), preußischer Generalleutnant und Kommandeur von Magdeburg
- Anton von Bonin († 1633), pommerscher Stiftsvogt und Regierungsrat, Dekan der Kollegiatkirche in Kolberg

### B
- Ben-Simon Bonin (* 2003), deutscher Volleyballspieler
- Bernd Eckard von Bonin (1702–1771), preußischer Oberst und Chef eines Garnisons-Regiments
- Bogislav von Bonin (Politiker) (1842–1929), deutscher Politiker (Deutschkonservative Partei)
- Bogislav Ernst von Bonin (1727–1797), preußischer Generalleutnant und Chef eines Infanterie-Regiments
- Bogislaw von Bonin (1908–1980), deutscher Offizier und Publizist
- Brian Bonin (* 1973), US-amerikanischer Eishockeyspieler
- Burkhard von Bonin (1879–1947), deutscher Jurist und Sachautor

### C
- Charlotte Bonin (* 1987), italienische Triathletin
- Christian Friedrich von Bonin (1755–1813), deutscher Offizier, Dramatiker und Theaterintendant
- Claude Bonin-Pissarro (1921–2021), französischer Maler und Hochschullehrer
- Cosima von Bonin (* 1962), deutsche Künstlerin

### E
- Eckart von Bonin (1854–1912), deutscher Rittergutsbesitzer, Landrat und Politiker, MdR
- Edith von Bonin (1875–1970), deutsche Malerin
- Eduard von Bonin (1793–1865), preußischer General der Infanterie und Kriegsminister
- Eduard von Bonin (Rittmeister) (1846–1934), deutscher Gutsbesitzer und Politiker
- Edward J. Bonin (1904–1990), US-amerikanischer Politiker
- Ernst Friedrich Otto von Bonin (1761–1822), preußischer Generalleutnant

### F
- Frédéric Bonin-Pissarro (* 1964), französischer Maler

### G
- George Bogislav von Bonin (1701–1764), preußischer Richter und Präsident des Hofgerichts Köslin
- George Friedrich Felix von Bonin (1749–1818), preußischer Landrat in der Neumark
- George Friedrich Felix von Bonin (1749–1818), preußischer Landrat
- Gerd von Bonin (1911–1979), deutscher Kameramann, Dokumentarfilmregisseur und Filmproduzent
- Gerhardt von Bonin (1890–1979), Neurowissenschaftler
- Gisbert von Bonin (1841–1913), sachsen-coburg-gothaischer Staatsminister
- Grzegorz Bonin (* 1983), polnischer Fußballspieler
- Gustav von Bonin (1797–1878), preußischer Jurist und Politiker, MdR

### H
- Henri Bonin-Pissarro (1918–2003), französischer Maler
- Hermann Bonin (1880–1945), deutscher Maschinenbauingenieur und Hochschullehrer
- Holger Bonin (* 1968), deutscher Volkswirt und Hochschullehrer
- Hugo von Bonin (1826–1893), deutscher Rittergutsbesitzer und Parlamentarier

### J
- Joachim von Bonin (1857–1921), deutscher Politiker

### K
- Kasimir Wedig von Bonin (1691–1752), preußischer Generalleutnant
- Konstantin von Bonin (1843–1914), preußischer Generalmajor

### L
- Leni von Bonin (* 2007), deutsche Schwimmerin

### M
- Marcel Bonin (Sportschütze) (1904–??), französischer Sportschütze
- Marcel Bonin (Eishockeyspieler) (Joseph Jacques Marcel Bonin; 1931–2025), kanadischer Eishockeyspieler

### O
- Otto von Bonin (General) (1795–1862), preußischer Generalleutnant und Kommandeur einer Kavalleriebrigade
- Otto Friedrich Fürchtegott von Bonin (1756–1833), preußischer Landschaftsdirektor
- Otto Wedig von Bonin (1724–1796), preußischer Landrat und Landesdirektor

### P
- Paolo Conte Bonin (* 2002), italienischer Schwimmer
- Paul Bonin (* 1960), englischer Musiker und Songwriter

### R
- Reimar von Bonin (1890–1976), deutscher Konteradmiral, Autor und Übersetzer
- Robert von Bonin (1805–1852), preußischer Hauptmann, Militärhistoriker und Familienforscher

### T
- Theodor von Bonin (1799–1852), preußischer Landrat

### U
- Ulrich Bogislaus von Bonin (1682–1752), deutscher Lieddichter

### W
- Wedig von Bonin (1612–1659), kurbrandenburgischer Oberkriegskommissar des Herzogtums Pommern und der Lande Lauenburg-Bütow
- Werner Friedrich Bonin (1941–1986), deutscher Ethnologe, Psychologe und Paranormologe
- Wibke von Bonin (* 1936), deutsche Kunsthistorikerin
- Wilhelm von Bonin (Verwaltungsbeamter) (1786–1852), preußischer Verwaltungsbeamter
- Wilhelm von Bonin (Offizier) (1824–1885), preußischer Offizier
- William Bonin (1947–1996), US-amerikanischer Serienmörder